# انس اصباحی
انس اصباحی (انگلیسی: Anas El Asbahi؛ زادهٔ ۱۵ اکتبر ۱۹۹۳) بازیکن فوتبال اهل مراکش بود.
از باشگاه‌هایی که در آن بازی کرده‌است می‌توان به باشگاه فوتبال الرجا و باشگاه فوتبال الوداد کازابلانکا اشاره کرد.
وی همچنین در تیم ملی فوتبال مراکش بازی کرده‌است.